# Естре (Дуе)
Естре (фр. Estrées) насеље је и општина у североисточној Француској у региону Север-Па д Кале, у департману Север која припада префектури Дуе.
По подацима из 2011. године у општини је живело 965 становника, а густина насељености је износила 165,81 становника/km². Општина се простире на површини од 5,82 km². Налази се на средњој надморској висини од 86 метара (максималној 63 m, а минималној 33 m).

## Демографија
| 1962. | 1968. | 1975. | 1982. | 1990. | 1999. | 2011. |
| ----- | ----- | ----- | ----- | ----- | ----- | ----- |
| 738   | 786   | 854   | 946   | 1.027 | 1.038 | 965   |